# テンダラー
テンダラーは、吉本興業大阪本社に所属する日本のお笑いコンビ。1994年6月結成。2011年・2012年『THE MANZAI』、2023年『THE SECOND 〜漫才トーナメント〜』ファイナリスト。

## メンバー
白川 悟実（しらかわ さとみ、1970年11月1日（54歳） - ）
ツッコミ担当。
大阪府大阪市出身、大阪市立汎愛高等学校中退。身長169 cm、血液型A型。
ニックネームはシラ、シラ猫。
2024年現在、独身で結婚歴はない。
BOØWYの大ファンで、自らも楽器演奏を得意とする。
NSC大阪校8期出身。後輩の高井俊彦（元ランディーズ）らと2010年から「ジ・白川バンド」としても活動。
象使いの免許を取得している。

浜本 広晃（はまもと ひろあき、1974年2月15日（51歳） - ）
ボケ・ネタ作り担当。
大阪府堺市中区出身、大阪府立農芸高等学校中退。身長177 cm、血液型O型。浜本の「浜」は戸籍上「濱」になっている。
ニックネームはハマー。
大の甘党であり、ペリエ好き。
愛車は日産・スカイライン C110型（ケンメリ）。
既婚者。2014年、6年の交際を経て14歳年下の一般女性と結婚。だが2022年3月、ヨガインストラクターを務める一般女性との不倫が「文春オンライン」（文藝春秋）にて報道され、浜本はTwitter上で不倫を認め謝罪した。
焼き鳥店「焼き鳥Diningハマー」をプロデュースし、大阪市中央区東心斎橋にて展開している。
後輩の西森洋一（モンスターエンジン）と仲が良く、プライベートではよくゴルフなどに行っている。

## 来歴
- 横山アラン・ドロンのドロンが経営していたショーパブ「アランドロン」の難波店の主任だった浜本と梅田店の主任だった白川は、親睦ボウリング会などで顔を合わせる程度の仲だった。浜本が芸人の道を目指し始めた際、白川がNSC出身だったことを聞いた浜本が白川の店を訪ね意気投合してコンビ結成。組んで間もなくになんばグランド花月を訪れ、「ここに出させてください」と吉本の社員に懇願したところすぐさまネタ見せが行われ、OKが出て10日後になんばグランド花月の舞台にてデビューできた。
- 旧コンビ名は「$10（読み同じ）」。コンビ名の由来は、浜本が記号を使いたかったため。
  - 2009年6月13日、コンビ名をカタカナ表記の「テンダラー」に改名した[4][リンク切れ]。表記を変えた訳は、主に出演するなんばグランド花月や京橋花月など比較的年齢層の高い観客に『じゅうドル』と読み間違えられることが多かったから。
- コンビとしての芸歴は、NSC大阪校12期出身（COWCOW・2丁拳銃・小籔千豊など）とほぼ同期にあたる[注 1]。
- 同じショーパブの先輩にあたる水玉れっぷう隊とダンスユニット「ギアトランス4」を結成している。
- 漫才もコントも熟せる実力派だがお笑いの賞とは案外縁がなく、受賞歴は第1回よしもとお笑いワールドグランプリ（毎日放送）での優勝のみ。2006年、MBS新世代漫才アワードにて決勝進出したものの、優勝まであと一歩のところでNON STYLEに敗れ2位となった。また、2007年には準決勝でアジアンに敗れた。2008年もMBS新世代漫才アワードで再びアメリカザリガニやとろサーモンと共に決勝進出したもののアメリカザリガニに敗れ、またしても2位に終わった。THE MANZAI 2011は予選7位の成績で決勝進出。決勝戦一次グループではHi-Hi・スリムクラブと同点で並ぶも、視聴者投票のポイント差により敗退した。しかしここでの注目がきっかけとなり、THE MANZAI マスターズでは常連出演者となっており、2023年の放送では実質的なMVPでもあるたけし賞を受賞した。
- 2人とも熱狂的な阪神ファン。同球団に選手・コーチングスタッフとして在籍していた島野育夫とは、親交が深かった。
- 閉館した京橋花月の最多出演芸人である[5]。
- 2014年11月には、アメリカ・ロサンゼルスにて英語漫才を披露した。
- 一時期は東京へ進出するか否かが原因でコンビ間でのすれ違いも生じたが、大阪で認められる漫才師を目指そうと東京には進出せず関西を中心に活動中。そういった地に足をつけた活動の結果、2015年に第50回上方漫才大賞で大賞を受賞している。

## 出演

### テレビ
過去のレギュラー出演
- 爆笑オンエアバトル（NHK）戦績13勝3敗 最高533KB ゴールドバトラー認定
  - 第3回チャンピオン大会 セミファイナル10位敗退
  - 第5回チャンピオン大会 ファイナル3位
  - 初挑戦は2000年7月2日放送回の大阪大会。初挑戦でいきなり509KBを記録、トップ合格を果たした。続く2000年9月10日放送回の東京収録では529KBを記録し、2連続トップ通過・オーバー500を記録した[注 2]。特に529KBはアンジャッシュに並ぶ2000年度の最高得点となっている。それから3年後となる2003年6月20日放送回では自己最高となる533KBを記録した[注 3]。ちなみに2000年度に記録した2回のオーバー500はどちらもコントであり、533KBは漫才で達成している。
  - 番組初挑戦となる2000年度は全てコントを演じ、2001年度以降は漫才での挑戦が多くなり番組ではコントあるいは漫才のみと限定せず、比較的ジャンルが偏らないという数少ない芸人でもあった[注 4]。2001年4月21日放送回で漫才を初披露、313KBと比較的低い結果となってしまったが4位通過となり、この記録は4位の最低記録となっている[注 5]。全てコントを披露していた2000年度は全て460KB以上と好調だったが、この回で313KBを記録したことで平均KBが一気に下がってしまった。
  - 初挑戦こそ大阪だったが以降の挑戦回は全て東京収録であり、関西芸人としては珍しく地方大会への出場は少ない[注 6]。
- ?マジっすか!（毎日放送）
- 爆笑レッドカーペット（フジテレビ、不定期） - $10時代のキャッチコピーは「お笑い両替所」、改名後のテンダラーのキャッチコピーは「上方漫才 維新の会」
- モモコのOH!ソレ!み〜よ!（関西テレビ） - 準レギュラー
- たかじんONEMAN（毎日放送） - 準レギュラー
- ガツン!（テレビ大阪）- 準レギュラー
- ぶったま!（関西テレビ）- 準レギュラー
- プリ♥プリ（毎日放送） - 水曜レギュラー
- せやねん!（毎日放送） - 月1回
- たかじん胸いっぱい（関西テレビ）
- F-CUBE（関西テレビ）- 月曜日パーソナリティ）
- あな金（関西テレビ、2005年10月7日 - 2006年3月31日）
- 熱血!!タイガース党（サンテレビ、2002年度 - 2007年度）
- なるトモ!（読売テレビ） - 水曜日隔週レギュラー
- よしもとサンサンTV（サンテレビ） - 不定期出演
- ジャイケルマクソン（毎日放送） - 不定期出演
- おはよう朝日です（朝日放送） - 2011年3月をもって卒業。
- 土曜はダメよ!（読売テレビ）- レギュラー
- オールザッツ漫才（毎日放送） - 2015年をもって卒業。
- お笑いワイドショー マルコポロリ（関西テレビ）- 準レギュラー
- ごごナマ おいしい金曜日（NHK大阪放送局の制作・NHK総合テレビで全国放送、2019年4月5日 - 2021年3月5日） - 両名とも当初は生中継リポーターとして不定期出演、2019年4月からは浜本はスタジオ出演[6]
- 雨上がりの「Aさんの話」〜事情通に聞きました!〜（朝日放送）- 不定期出演
- ミント!（毎日放送、2019年4月 - 2021年3月） - 浜本のみ週替わり金曜パネラーとして月1回のペースでの出演
- バラエティー生活笑百科（NHK総合）- 不定期出演
- よんチャンTV（毎日放送、2021年4月2日 - 2023年3月31日）- 金曜レギュラー

### ラジオ
現在
- こんちわコンちゃんお昼ですょ!（毎日放送、2012年4月 - ） - 水曜レギュラー

過去
- よしもとエンタテイメントステーションGOYŌDA（月曜）（ラジオ大阪）
- ヨシモト＊chatterbox!（YES-fm）月曜日

以下の番組はいずれも、毎日放送の番組。

- ぷらっと☆ホーム ウサンな!$10
- 上泉雄一の日曜スポーツ宣言!（浜本のみコーナーレギュラーで出演）
- MBSタイガースナイター（白川のみ2009年の土・日曜に前座コーナーのキャスターを担当）
- ノムラでノムラだ♪ EXトラ!（2009年度のナイターオフ期間に放送された「ノムラでノムラだ♪Go!Go!エキストラ」の火曜日にレギュラー出演）
- MBSとらぐみタイガースライブ!（2010年度のみ隔週日曜日に出演）
- なにやっテンダラー（MBSラジオ、2013年度のナイターオフ番組）
- 金曜7時は☆テンダラーじゃナイト!（朝日放送ラジオ、2020年5月15日 - 6月12日）パーソナリティ
  - 新型コロナウイルスへの感染拡大の影響で2020年日本プロ野球（NPB）レギュラーシーズンの開幕が6月19日以降に延期されたことに伴って急遽編成された番組で、開幕前週の12日まで毎週金曜日の19:00 - 21:00に生放送。

## DVD・ビデオ
- THE FINAL!渋谷系HYPER WA CHA CHA LIVE Part.2（1998年1月21日発売、ビクター）
- 岸和田少年愚連隊 血煙り純情篇（1998年2月25日発売、松竹）
- はビデ NEOお笑いクールウェイヴ vol.3（1998年11月21日発売、メディアファクトリー）
- 心斎橋筋2丁目final WaChaCha大爆発feating2丁拳銃・シャンプーハット（1999年6月23日発売、ビクター）
- baseよしもと2000大図鑑（2000年11月21日発売、ビクター）
- baseよしもと2001大図鑑（2001年11月22日発売、ビクター）
- baseよしもと2002大図鑑（2002年9月21日発売、ビクター）
- baseよしもと2003大図鑑（2003年9月26日発売、ビクター）
- 宇宙ターザン（2004年6月30日発売、R&C）
- 難波金融伝 ミナミの帝王 恐喝のサイト(Ver.51)（2004年11月12日発売、ケイエスエスエムイー）
- うめだ花月2周年記念DVD 永久保存版
- $10 LIVE 〜ベストコントヒッツ！？〜
- テンダラー　BEST MANZAI HITS !?～THIS IS TEN DOLLAR～ (2015年2月4日発売)

## 受賞歴
- 2009年 BGO上方笑演芸大賞 改名賞
- 2013年 第48回 上方漫才大賞 奨励賞
- 2015年 第50回 上方漫才大賞 大賞

## 賞レースなどでの戦績

### M-1グランプリ
| 年度   | 成績       | 会場               | 日時       |
| ------ | ---------- | ------------------ | ---------- |
| 2001年 | 準決勝進出 | なんばグランド花月 | 2001/12/02 |
| 2002年 | 準決勝進出 | なんばグランド花月 | 2002/12/01 |
| 2003年 | 準決勝進出 | ルミネtheよしもと  | 2003/11/29 |
| 2004年 | 準決勝進出 | なんばグランド花月 | 2004/11/27 |

### THE MANZAI
| 年度   | 結果                          | 備考                                                    |
| ------ | ----------------------------- | ------------------------------------------------------- |
| 2011年 | 決勝進出 （決勝Bグループ3位） | 認定漫才師、本戦サーキット7位                           |
| 2012年 | 決勝進出 （決勝Aグループ4位） | 認定漫才師、本戦サーキット11位                          |
| 2013年 | 本選サーキット進出            | 認定漫才師、本戦サーキット14位 ワイルドカード決定戦進出 |
| 2014年 | 2回戦進出                     |                                                         |

### THE SECOND 〜漫才トーナメント〜
| 年     | 結果                                   |
| ------ | -------------------------------------- |
| 2023年 | グランプリファイナル進出（一回戦敗退） |
| 2024年 | ノックアウトステージ32→16進出          |

### その他
- 1996年 爆笑BOOING 5週勝ち抜きチャンピオン
- 1996年 超!爆笑BOOING V7スーパーチャンピオン
- 1998年 第19回ABCお笑い新人グランプリ 新人賞
- 2001年 第31回NHK上方漫才コンテスト 本戦進出
- 2003年 第33回NHK上方漫才コンテスト 本戦進出
- 2003年 お笑いワールドグランプリ 優勝
- 2003年 爆笑オンエアバトル 第5回チャンピオン大会 決勝進出
- 2004年 第34回NHK上方漫才コンテスト 本戦進出
- 2006年 第4回MBS新世代漫才アワード 準優勝
- 2007年 第5回MBS新世代漫才アワード 決勝進出
- 2008年 第6回MBS新世代漫才アワード 準優勝
- 2008年 キングオブコント 準決勝進出

## 関連人物
- 島野育夫
- 一枝修平
- 土肥ポン太
- ブラックマヨネーズ
- 哲夫（笑い飯）
- ヤナギブソン
- 今別府直之

## ライブ
- 1995年10月14日 - ￥安$高 （NGK/大阪） ※初単独
- 1996年08月04日 - $10への道 （2丁目劇場/大阪）
- 1996年11月30日 - 悟実八犬伝 （2丁目劇場/大阪）
- 1997年04月20日 - モラル （2丁目劇場/大阪）
- 1997年05月24日 - $10のトーク （2丁目劇場/大阪）
- 1997年07月26日 - $10 MIX （名古屋広小路小劇場/名古屋）
- 1997年07月28日 - $10 REMIX （吉本海岸通り劇場/神戸）
- 1997年12月29日 - $10のトーク （2丁目劇場/大阪）
- 1998年02月07日 - $10のワークショップ （吉本栄3丁目劇場/名古屋）
- 1998年03月07日 - $10のワークショップ （吉本栄3丁目劇場/名古屋）
- 1998年04月18日 - $10のワークショップ （吉本栄3丁目劇場/名古屋）
- 1998年05月22日 - $10の戯〜GI〜 （2丁目劇場/大阪）
- 1998年06月27日 - $10のワークショップ （吉本栄3丁目劇場/名古屋）
- 2001年10月09日 - $10 LIVE 白男と浜子のセレナーデ （baseよしもと/大阪）
- 2002年06月12日 - $10 LIVE〜ジゴ郎〜 （baseよしもと/大阪）
- 2002年07月13日 - $10presents 「熱血！タイガース党」 （baseよしもと/大阪）
- 2002年12月05日 - $10 LIVE〜シランハマン〜 （baseよしもと/大阪）
- 2003年06月26日 - $10 LIVE （baseよしもと/大阪）
- 2004年04月24日 - $10 LIVE 「青の彷徨」 （ルミネtheよしもと/東京）
- 2005年03月13日 - $10コントLIVE2 （うめだ花月/大阪）
- 2005年06月25日 - $10コントLIVE3 （うめだ花月/大阪）
- 2005年11月13日 - ハマタイム！ （うめだ花月/大阪） ※浜本のみ
- 2006年02月18日 - $10 VS 白川悟実 （うめだ花月/大阪） ※白川のみ
- 2006年03月18日 - $10 LIVE 「マ・コ・ト 〜その1〜」 （うめだ花月/大阪）
- 2006年04月22日 - $10 LIVE 「マ・コ・ト 〜その2〜」 （うめだ花月/大阪）
- 2006年05月27日 - $10 LIVE 「マ・コ・ト 〜その3〜」 （うめだ花月/大阪）
- 2006年07月16日 - $10 LIVE 「マ・コ・ト 〜その4〜」 （うめだ花月/大阪）
- 2006年09月23日 - $10 LIVE 「マ・コ・ト 〜その5〜」 （うめだ花月/大阪）
- 2006年11月23日 - $10 LIVE 「マ・コ・ト 〜その6〜」 （うめだ花月/大阪）
- 2008年10月30日 - $10 LIVE 「マ・コ・ト 〜ファイナル〜」 （うめだ花月/大阪）※梅田花月最後の芸人単独ライブ
- 2008年12月21日 - 京橋テンダラーショー （京橋花月/大阪）※京橋花月最初の芸人単独ライブ
- 2009年以降 -  トークハマー ※笑い飯・哲夫とのトークイベント
- 2010年以降 - アイスビール ※土肥ポン太・ヤナギブソンとのお笑いダンスイベント
- 2011年2月13日 - テンダラーNGKライブ〜Vol.3〜 （なんばグランド花月/大阪）
- 2014年11月22日- アメリカライブ （ザ・ハドソン・シアター/アメリカ・ロサンゼルス）
- 2015年1月25日 - 「テンダラー JAPAN TOUR」（なんばグランド花月/大阪）
- 2015年2月22日 - 「テンダラー JAPAN TOUR」（あるあるYY劇場/福岡　小倉）
- 2015年3月7日 - 「テンダラー JAPAN TOUR」（よしもと紙屋町劇場/広島）
- 2015年3月14日 - 「テンダラー JAPAN TOUR」（脇町劇場　オデオン座/徳島）
- 2015年3月15日　- 「テンダラー JAPAN TOUR」 （EBCビビットホール/愛媛）
- 2015年4月26日 - 「テンダラー JAPAN TOUR」 （今池ガスホール/愛知）
- 2015年5月9日 - 「テンダラー JAPAN TOUR」　（金沢市アートホール/石川）
- 2015年5月10日 - 「テンダラー JAPAN TOUR」　（新潟県民会館（小ホール）/新潟）
- 2015年5月17日 - 「テンダラー JAPAN TOUR」　（ルミネtheよしもと/東京）
- 2015年6月18日 - 「テンダラー上方漫才大賞受賞記念ライブ」 　（なんばグランド花月/大阪）
- 2015年6月20日 - 「テンダラー JAPAN TOUR」　（心斎橋アランドロン/大阪）